# Cabinet Stolpe II
 (mars 2023).
Si vous disposez d'ouvrages ou d'articles de référence ou si vous connaissez des sites web de qualité traitant du thème abordé ici, merci de compléter l'article en donnant les références utiles à sa vérifiabilité et en les liant à la section « Notes et références ».
Le cabinet Stolpe II était le gouvernement régional (Landesregierung) du Land de Brandebourg du 11 octobre 1994 au 13 octobre 1999.
Il était dirigé par le Ministre-président social-démocrate Manfred Stolpe et constitué du seul Parti social-démocrate d'Allemagne (SPD).
Il a succédé au cabinet Stolpe I, formé d'une coalition en feu tricolore SPD/FDP/Verts, et a été remplacé par le cabinet Stolpe III, soutenu par une grande coalition SPD/CDU.

## Composition
| Portefeuille                                                                                 | Titulaire      | Titulaire                                    | Parti |
| -------------------------------------------------------------------------------------------- | -------------- | -------------------------------------------- | ----- |
| Ministre-président                                                                           |                | Manfred Stolpe                               | SPD   |
| Ministre de l'Intérieur Vice-Ministre-président                                              |                | Alwin Zeil                                   | SPD   |
| Ministre des Finances                                                                        |                | Klaus-Dieter Kühbacher (jusqu'au 01/10/1995) | SPD   |
| Ministre des Finances                                                                        | Wilma Simon    |                                              | SPD   |
| Ministre de la Justice et des Affaires européennes                                           |                | Hans-Otto Bräutigam                          | Sans  |
| Ministre de l'Économie, des Petites et moyennes entreprises et de la Technologie             |                | Burkhard Dreher                              | SPD   |
| Ministre du Travail, des Affaires sociales, de la Santé et de la Famille                     |                | Regine Hildebrandt                           | SPD   |
| Ministre de l'Alimentation, de l'Agriculture et des Forêts                                   |                | Edwin Zimmermann (jusqu'au 19/12/1997)       | SPD   |
| Ministre de l'Alimentation, de l'Agriculture et des Forêts                                   | Gunter Fritsch |                                              | SPD   |
| Ministre de l'Éducation, de la Jeunesse et des Sports                                        |                | Angelika Peter                               | SPD   |
| Ministre de la Science, de la Recherche et de la Culture                                     |                | Steffen Reiche                               | SPD   |
| Ministre de l'Environnement, de la Protection de la nature et de l'Aménagement du territoire |                | Matthias Platzeck (jusqu'au 03/11/1998)      | SPD   |
| Ministre de l'Environnement, de la Protection de la nature et de l'Aménagement du territoire | Eberhard Henne |                                              | SPD   |
| Ministre du Développement urbain, du Logement et des Transports                              |                | Hartmut Meyer                                | SPD   |
| Ministre avec attributions spéciales Chef de la chancellerie régionale                       |                | Jürgen Linde                                 | SPD   |